# 江界河大桥
江界河大桥 是贵州省道S205线跨越乌江的一座混凝土拱桥，位于贵州省瓮安县境内，主跨330米。自1995年建成通车开始，江界河大桥以其256米的桥面高度成为中国桥面高度最高的桥梁，直到2001年297米高的六广河大桥建成通车。

## 构皮滩大坝的影响
2009年，江界河大桥下游40公里的构皮滩大坝建成，水库蓄水使江界河大桥的桥面高度下降到不足一百米。